# Pseuderanthemum pittieri
Pseuderanthemum pittieri är en akantusväxtart som beskrevs av Emery Clarence Leonard. Pseuderanthemum pittieri ingår i släktet Pseuderanthemum och familjen akantusväxter. Inga underarter finns listade i Catalogue of Life.